# Langshisa Ri
Der Langshisa Ri (auch Langsisa Ri oder Langshisha Ri) befindet sich im Langtang-Nationalpark im Zentral-Himalaya in der nepalesischen Verwaltungszone Bagmati.
Der Langshisa Ri hat eine Höhe von 6427 m. Er ragt fast senkrecht vom Flusstal des Langtang Khola empor, das dort eine Höhe von 4200 m aufweist. Der von Südosten heranströmende Langshisa-Gletscher mündet am Fuß des Berges ins Langtang-Tal.

## Besteigungsgeschichte
Die Erstbesteigung gelang im Jahr 1982 einer japanischen Expedition unter der Führung von Hiroshi Inoue über die Südwand. Am 23. April 1982 erklommen Takuya Kujimoto und der Sherpa Pasang Norbu den Gipfel. Am darauffolgenden Tag folgten Hiroshi Inoue, zwei weitere Japaner und ein weiterer Sherpa auf den Gipfel.
Früher galt der Berg als ein vollwertiger Expeditionsgipfel, dessen Kontrolle der Regierung von Nepal unterlag. Seit 2002 ist der Berg für Trekkingtouren geöffnet, die von der Nepal Mountaineering Association (NMA) überwacht werden. Der Langshisa Ri wird von der NMA in der Liste der Kletterberge der Kategorie „A“ geführt. Die Besteigung des Berges gilt als schwierig. Trotzdem gibt es mehrere Veranstalter, die eine Bergtour anbieten.